# 贝恩特·约翰松
贝恩特·约翰松（瑞典語：Bernt Johansson，1953年4月18日—），瑞典男子自行车运动员。他曾代表瑞典参加1972年和1976年夏季奥林匹克运动会自行车比赛，其中1976年奥运会获得一枚金牌。